# شکوه صبح (گیاه)
شکوه صبح (نام علمی: Convolvulus cneorum) نام یک گونه از سرده پیچک است. این گیاه در مناطق ساحلی اسپانیا، ایتالیا، کرواسی و آلبانی می‌روید.